# آلاله پرگل
آلاله پرگل (نام علمی: Ranunculus polyanthemos) نام یک گونه از سرده آلاله است. سردهٔ آلاله در ایران ۵۵ گونهٔ علفی یک ساله و چند ساله دارد. آلاله پرگل یکی از ۵۵ گونهٔ موجود در ایران است که میتوان هر ۵۵مورد آن را در باغ ملی گیاه شناسی ایران یافت.